# Isuzu TF
Isuzu TF é um modelo de automóvel picape produzido pela Isuzu de 1972 a 2002. Em Portugal foi comercializado como Bedford e Isuzu na primeira (1972-1980) e segunda (1980-1988) geração. Em 1988 surge a terceira geração, designado de Bedford Brava (1989-1991) e Opel Campo (1992-2002).
Mecanicamente iniciou com um motor 2.2 Diesel (C223) proveniente do anterior modelo KB com caixa de 5 velocidades. Em 1990 foi introduzido um novo motor de injecção-directa Diesel 2.5 litros (4JA1) assim como o 3.1 TD (4JG2T) em 1993. O motor 2.5 em 1994 recebe um Turbo da IHI (4JA1T).
Em 1997 recebeu alterações profundas quer exterior e interior assim como melhorias mecânicas. Em 2002, já em em final de ciclo, a Isuzu TF viu a potência aumentada para os 101 cv com Intercooler (4JA1TC). Nesse mesmo ano é substituído pelo Isuzu D-Max.

## Galeria

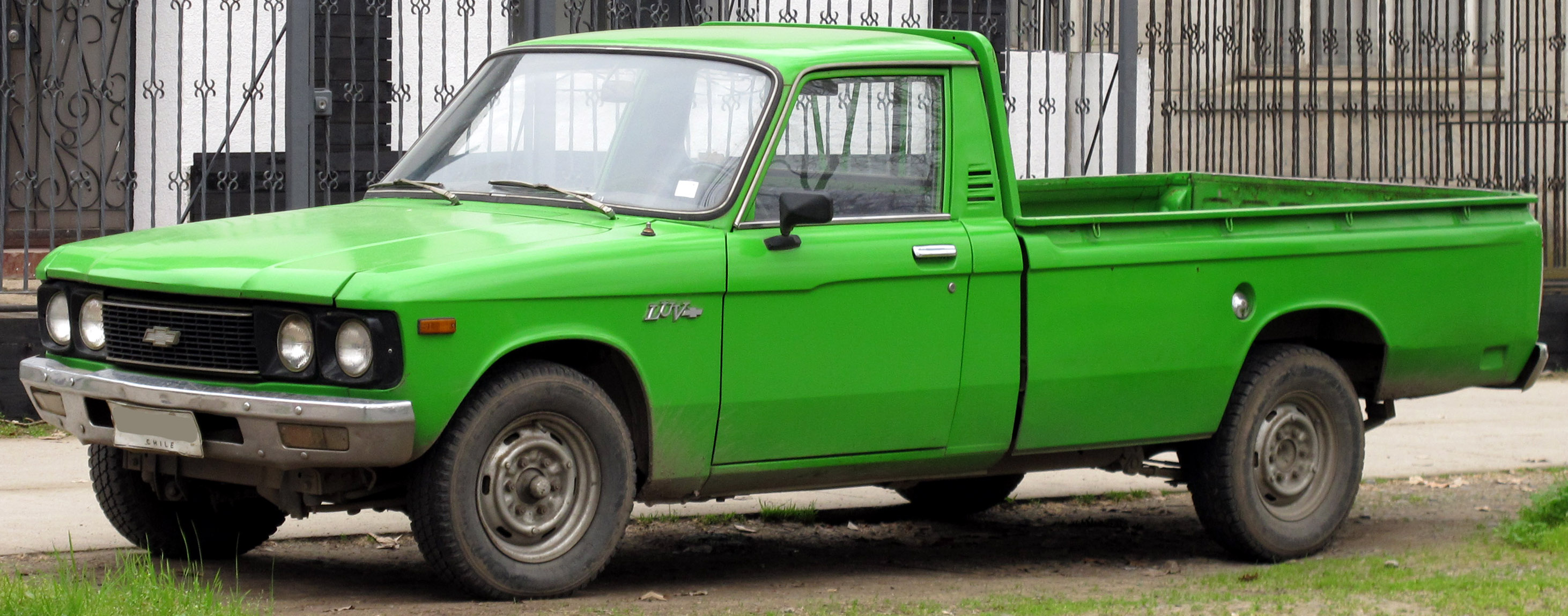
1972-1980 como Chevrolet LUV
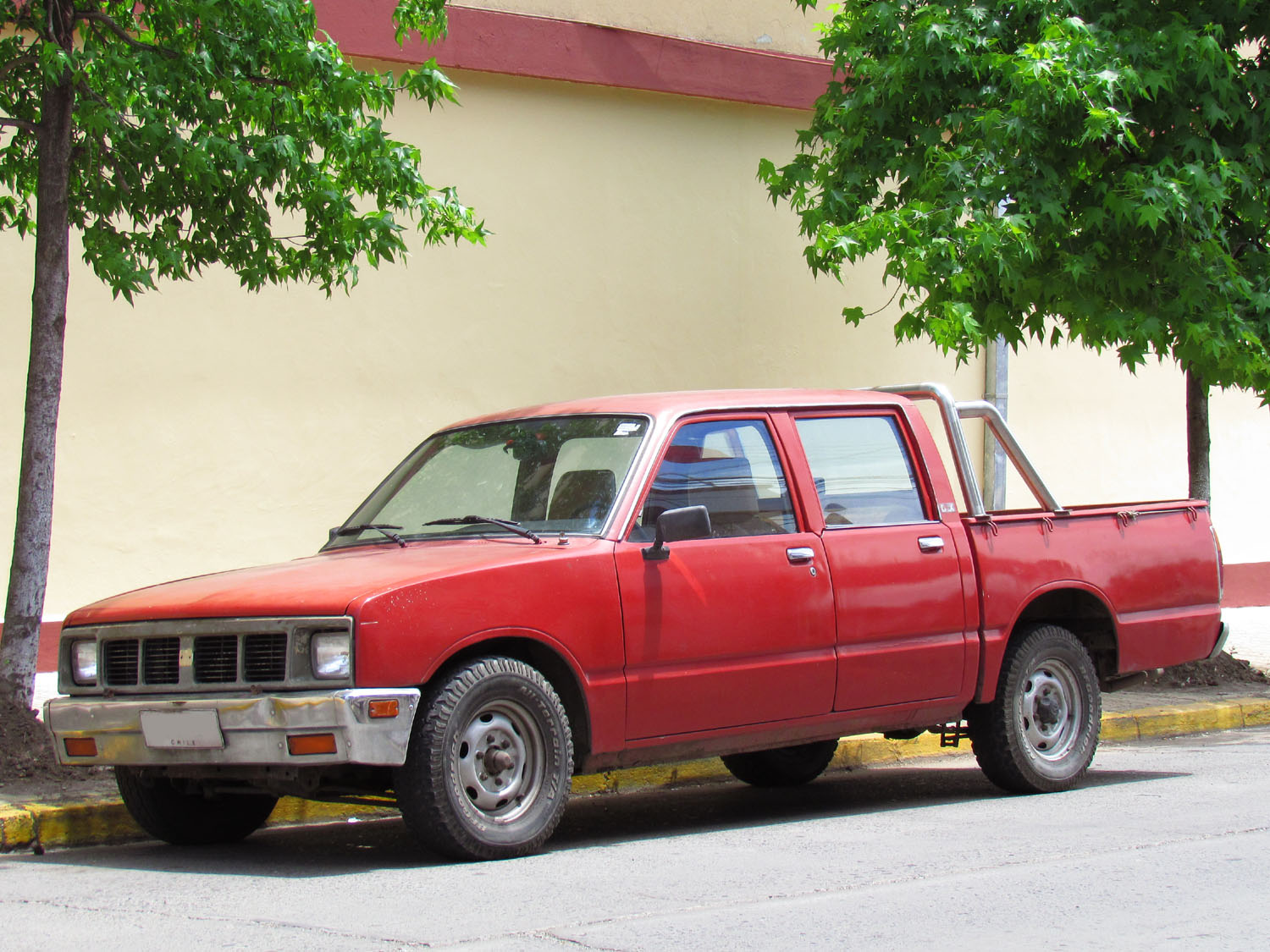
1980-1988
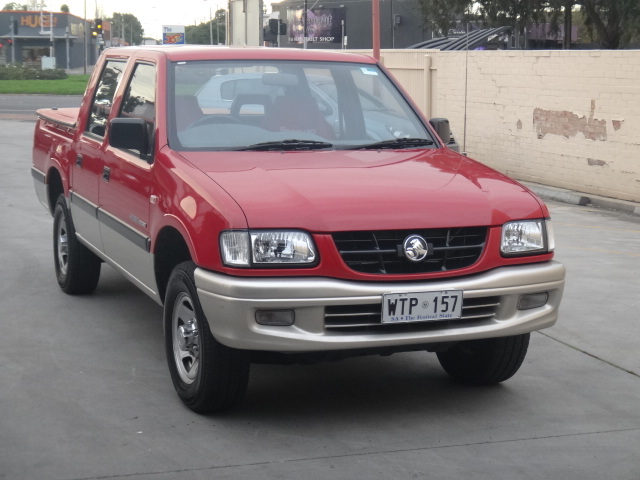
1988-2002 como Holden Rodeo